# Hurricane Venus
Hurricane Venus è il sesto album in studio della discografia sudcoreana della cantante sudcoreana BoA, pubblicato nel 2010.

## Tracce
1. Game – 3:16
2. Hurricane Venus – 3:10
3. Dangerous – 2:52
4. 옆 사람 (Stand By) – 5:07
5. M.E.P (My Electronic Piano) – 3:21
6. Let Me – 3:32
7. 한별 (Implode) (feat. Kim Jong-wan) – 6:32
8. Adrenaline – 3:05
9. 하루하루 (Ordinary Day) – 4:47
10. Don't Know What to Say – 4:09
11. 로망스 (Romance) – 5:08